# Euxoa admirabilis
Euxoa admirabilis is een vlinder uit de familie uilen (Noctuidae). De wetenschappelijke naam van deze soort is voor het eerst geldig gepubliceerd in 2010 door Hacker & Schreier.
De soort komt voor in tropisch Afrika.